# Ерицаванк
Ерицаванк (арм. Երիցավանք, известный также как Ериц ванк) — армянский монастырский комплекс V века. Расположен в 3 км к востоку от села Арцваник Сюникской области Армении. 

## История
Согласно записям средневекового армянского историка Степаноса Орбеляна (XIII—XIV век), Ерицаванк был основан в V веке митрополитом Сюника Ерицаком. 
В рамках Международного дня охраны окружающей среды, 27 июля 2019 года прошла эколого—историческая акция, в ходе которой участники убрали скопившийся на территории монастыря мусор, а также ознакомились с её историей.

## Устройство комплекса
Монастырский комплекс включает церковь, притвор, колокольни и часовни.
Археологические исследования и раскопки показали, что Ерицаванк был основан на месте древнего дохристианского святилища. Так, в частности однонефная базилика в языческий период являлась пятинефным строением, которое позже подверглось перестройке.

## Галерея

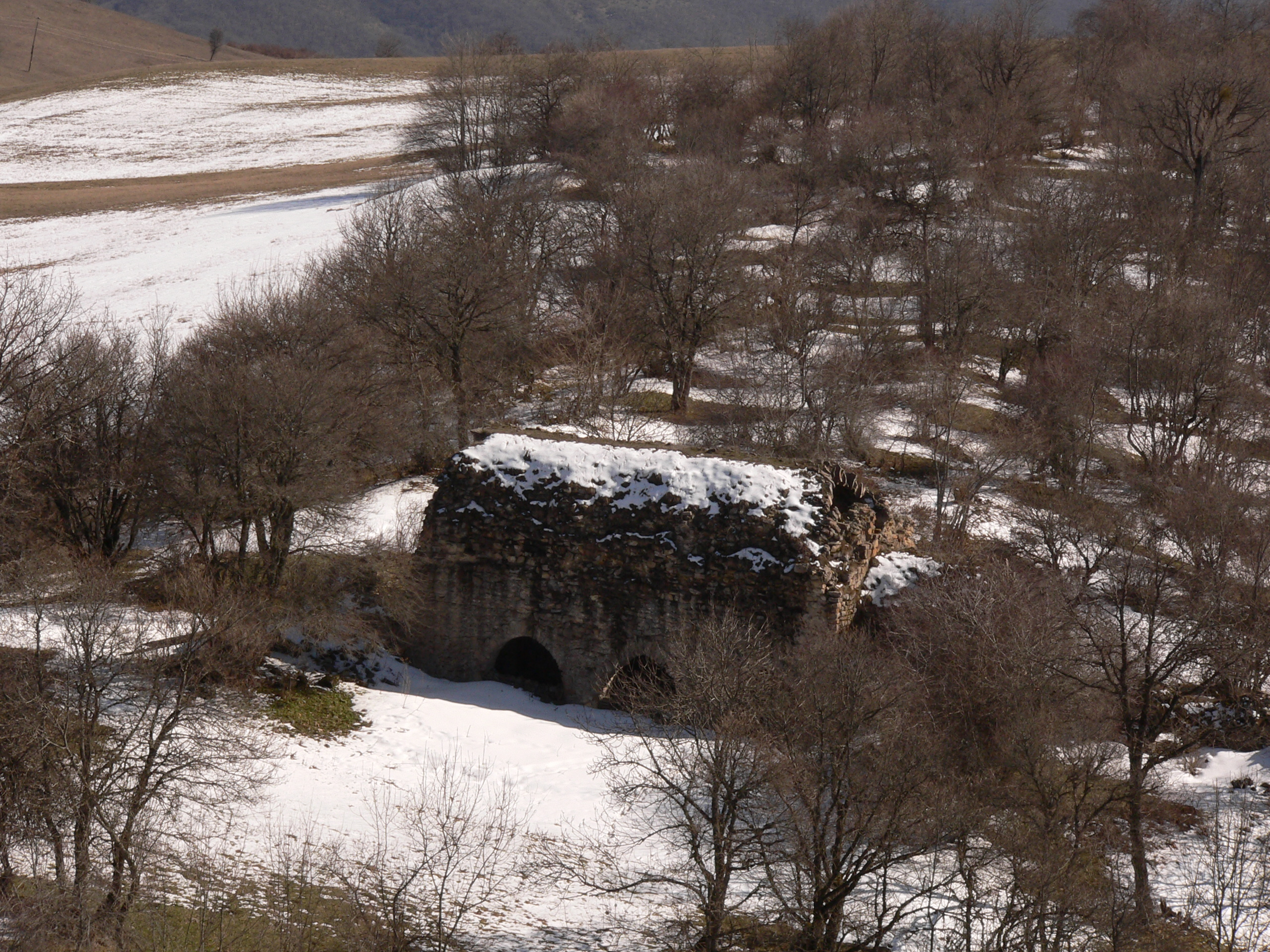
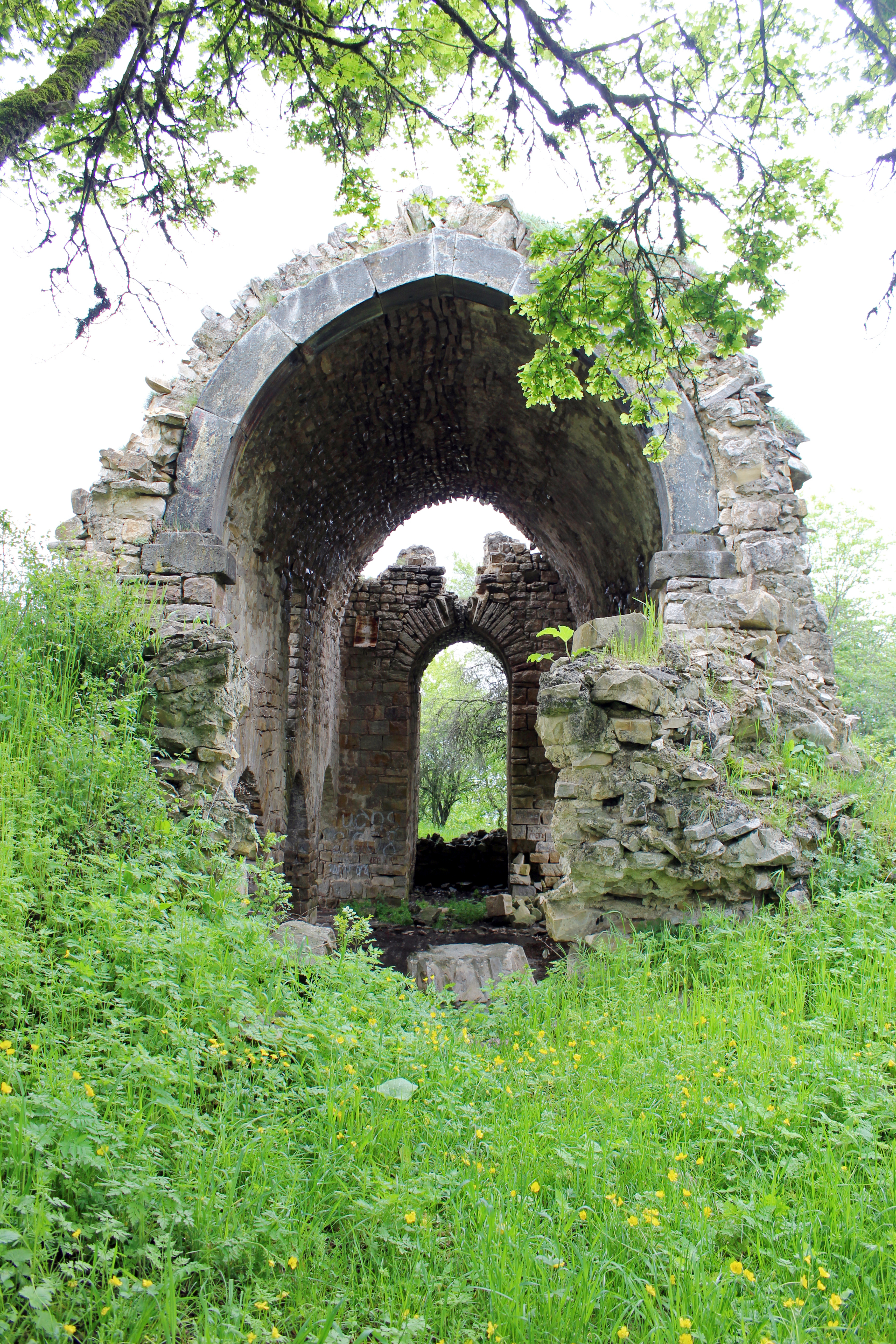
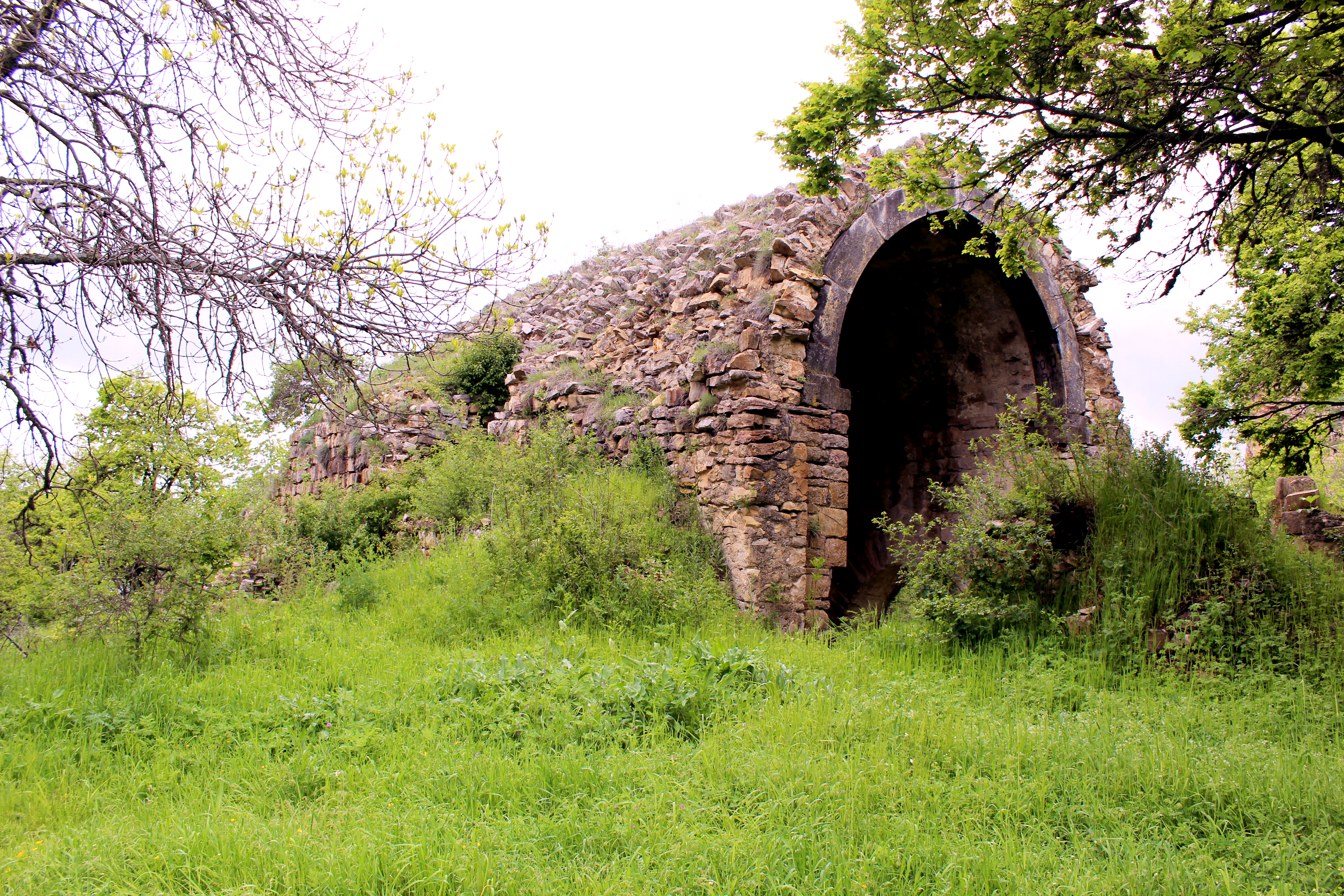
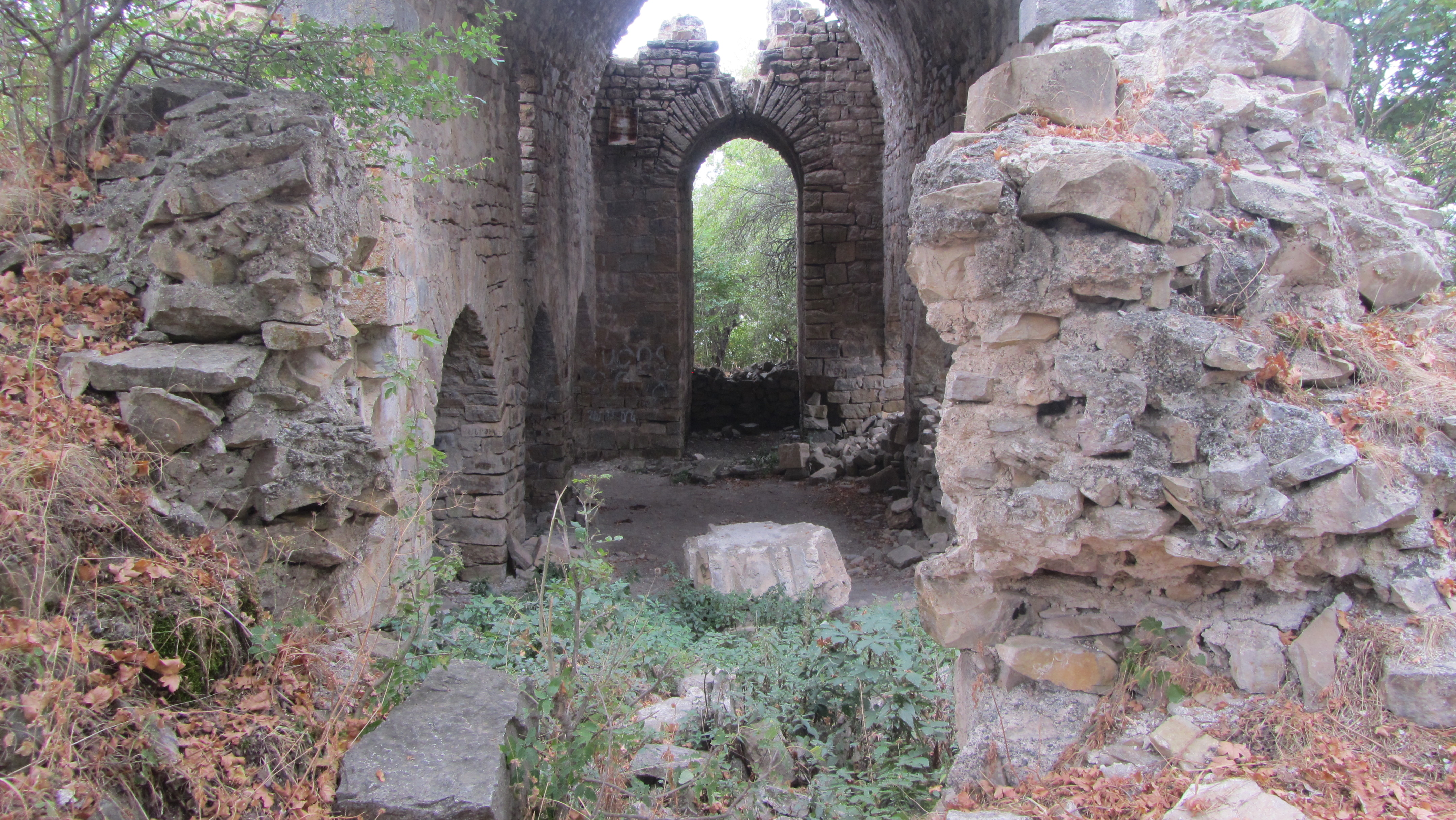
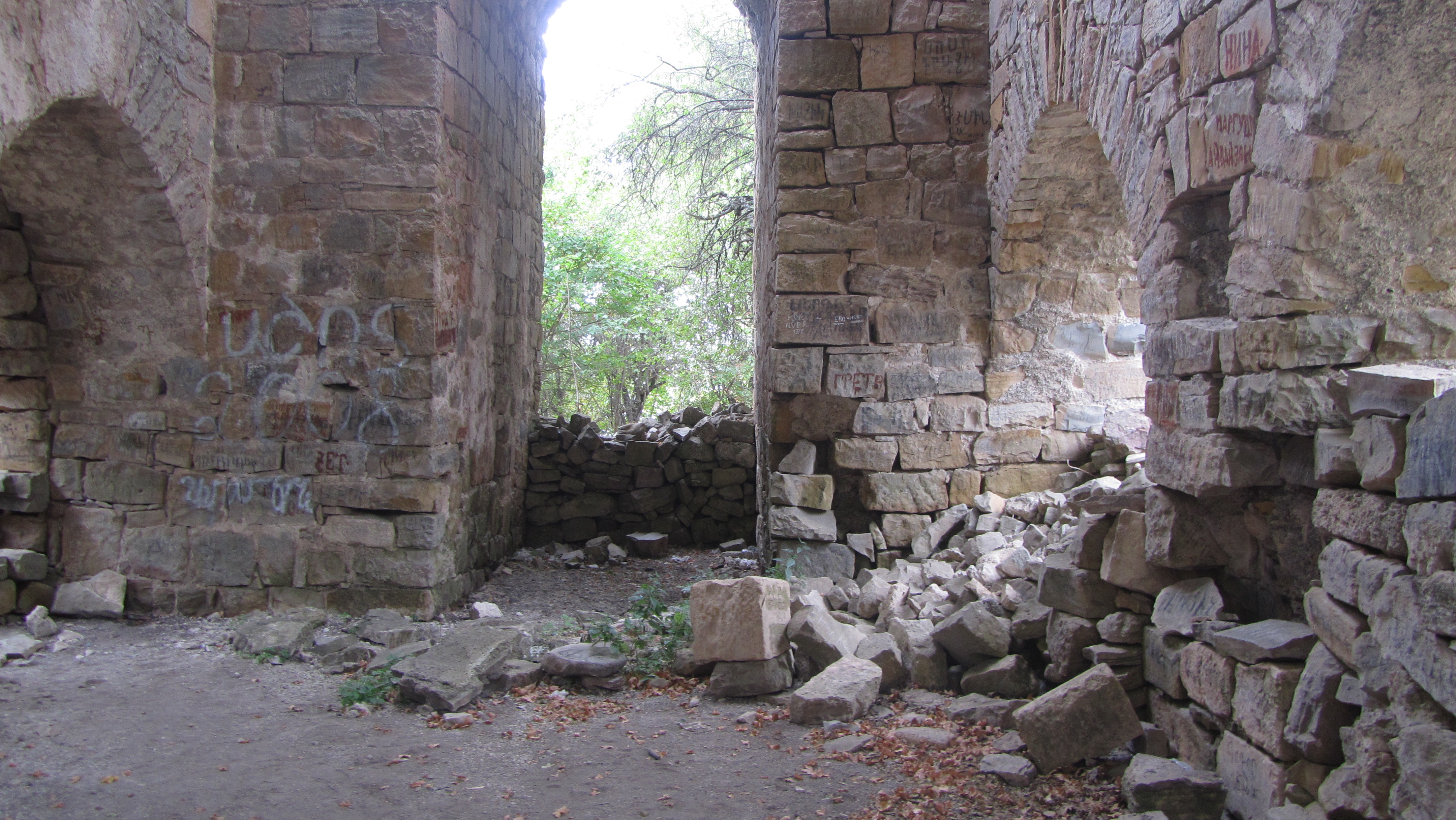
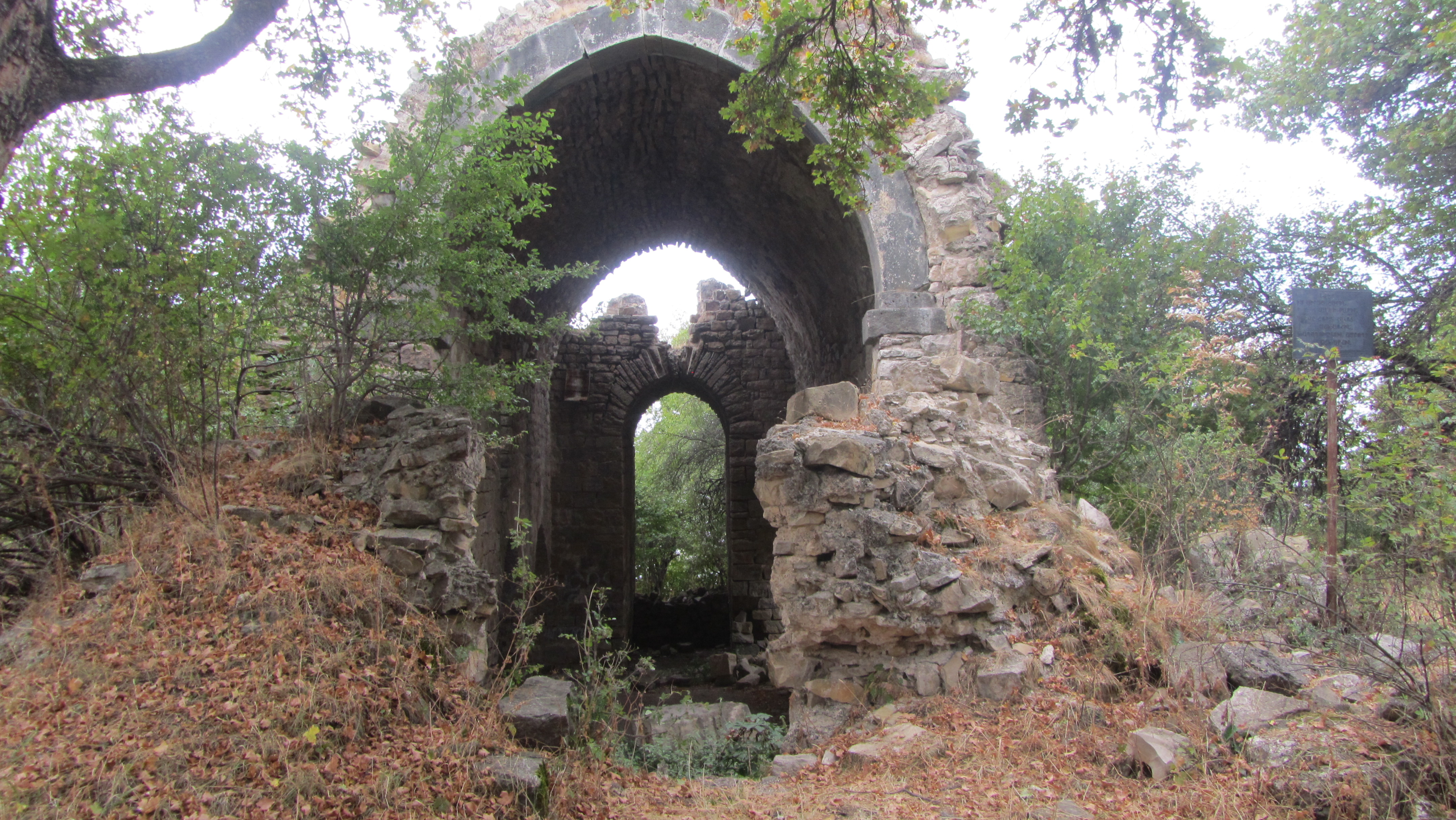
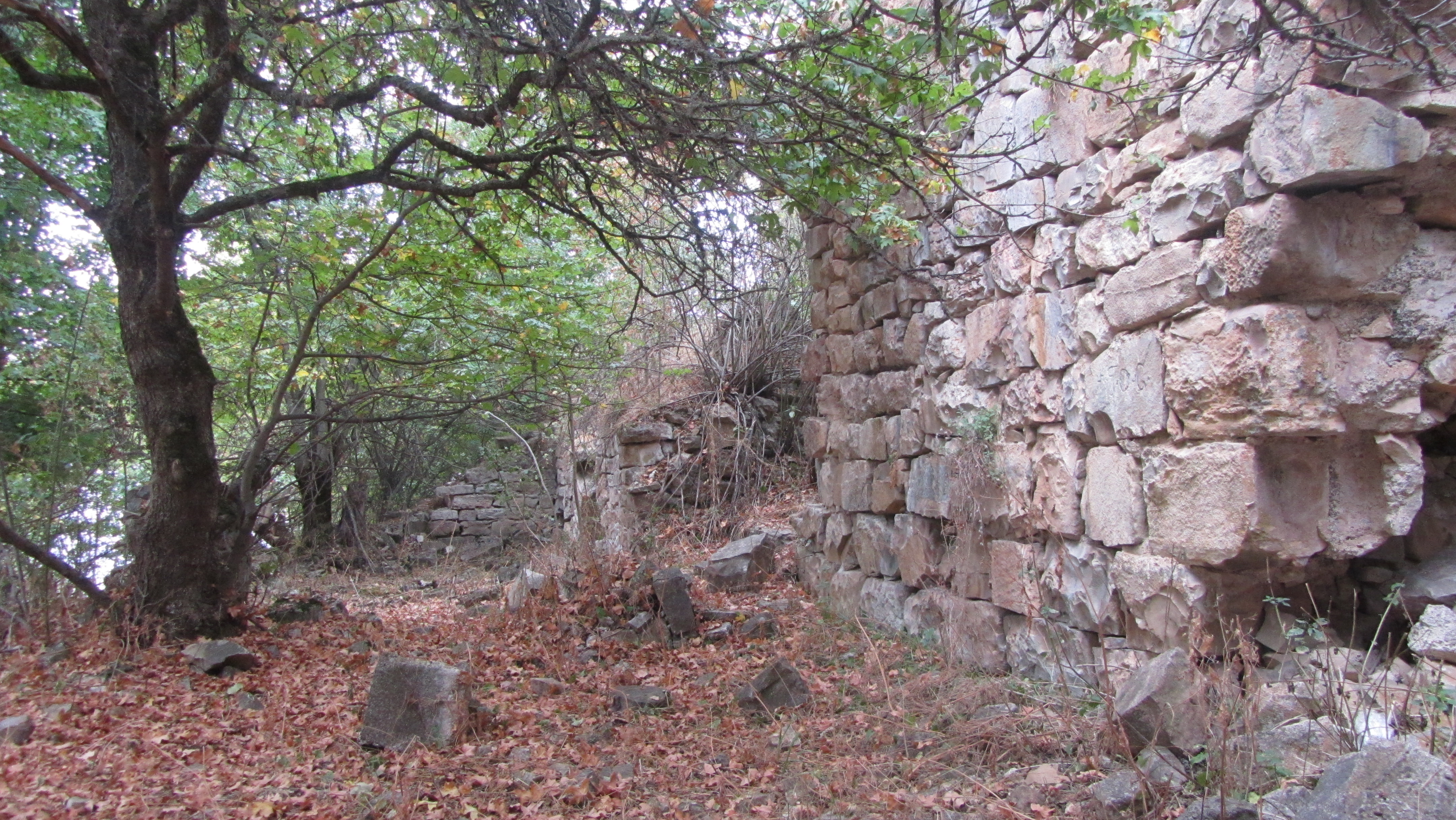